# Bataille de Pusan
Guerre Imjin
La bataille de Pusan ou bataille de Busan de 1592 (ou plus précisément, la bataille de Busanpo ou bataille de la baie de Busan) (釜山浦 海戰) est un engagement naval qui se déroule le 1er septembre 1592 durant la première phase de la guerre Imjin. Il s'agit d'une attaque surprise des Coréens sur la flotte de Toyotomi Hideyoshi stationnée à Busan, et son objectif principal est de reprendre la ville de Busan pour Joseon, ce qui conduit à une coupure complète de la ligne d'approvisionnement des forces japonaises. Au cours de cette bataille, l'officier Woon (ko) et six marins trouvent la mort. Finalement les Japonais conservent le contrôle de Busan ainsi que le contrôle de la voie maritime du Japon à Busan. L'occupation de Busan par les forces japonaises se poursuit jusqu'en novembre 1597, lorsque le retrait de celles-ci se termine en raison de la mort de Hideyoshi.

## Contexte
Après que la flotte du commandant Yi Sun-sin a défait de façon décisive les Japonais à l'issue de la bataille de Hansando le 8 juillet précédent, les Japonais doivent changer leur stratégie de guerre. Ils décident de fournir plus de troupes terrestres et de fournitures par la mer dans la partie nord de la péninsule Coréenne puis de marcher dans la Chine des Ming. Mais après l'échec de cette stratégie, les troupes japonaises dans les provinces du nord de la Corée des Joseon souffrent de la faim et de pénuries de fournitures. Pour envahir la Chine, ils doivent sécuriser les voies d'approvisionnement de guerre. Le plan de rechange consiste à faire avancer des troupes et des fournitures par les routes mais celles-ci sont tenues par la Uibyeong (« Armée vertueuse »). Beaucoup de civils coréens et des moines bouddhistes forment une armée de volontaires et attaquent les troupes japonaises.

## Formation d'une marine Joseon unifiée
Après la bataille de l'île Hansan à l'issue de laquelle la flotte du commandant Yi Sun-sin remporte la victoire contre la marine japonaise à la mi-juillet, les Japonais se tiennent cois pendant presque un mois. À la mi-août les armées de Katō Yoshiaki, de Kimura et d'Okamoto font retraite de Hanyang, ancienne capitale de la dynastie Joseon, vers la province de Gyeongsang. À cette époque, la plupart des troupes japonaises se retirent à Gimhae pour sécuriser leurs munitions. Pendant ce temps, 8 000 soldats et 430 navires sont stationnés dans Busan pour protéger la côte. L'amiral Yi envoie cependant des navires espionner au port de Busan et découvre qu'y sont ancrés environ 470 navires de guerre. Yi croit que les Japonais se retirent vers  leur pays, aussi Kim Soo, gouverneur de la province de Gyeongsang (慶尙右水營), demande que le commandant bloque la voie maritime. Aussi, Yi et les commandants Won Gyun et Yi Eok Ki unissent-ils leurs flottes composées en tout de 166 navires. Sur la route vers Busan, le commandant Yi défait 24 navires japonais à Seopyeongpo (西平浦), à la bataille de Dadaejin (多大浦) et à Jeolyoungdo (絶影島). La flotte combinée Joseon défait la marine japonaise à plusieurs reprises, principalement en raison de leurs marins bien entraînés et des canons à moyenne et longe portée des navires Joseon.

## Bataille de Busanpo
Au large de la côte de Pusan, la flotte Joseon unie se rend compte que la marine japonaise a préparé ses navires pour le combat et que l'armée japonaise s'est installée le long du rivage. La flotte Joseon unie se rassemble en Jangsajin (長蛇陣) ou formation « en long serpent », avec de nombreux navires qui avancent en une ligne et attaquent directement dans la flotte japonaise. Débordés par la flotte Joseon, les marins japonais abandonnent leurs navires et s'enfuient vers la côte où leur armée est stationnée. En désespoir de cause, l'armée japonaise et la marine joignent leurs forces et attaquent la flotte Joseon des collines situées à proximité. La flotte Joseon lance des flèches de ses navires afin de se défendre et de limiter l'attaque japonaise et dans le même temps concentre ses tirs de canon afin de détruire les navires ennemis.

## Comparaisons
Yi n'ordonne pas à ses soldats de poursuivre les Japonais sur le rivage, sans doute parce qu'il reconnaît que les compétences de combat au corps à corps des Joseon sont significativement plus faibles que celles des samouraïs. En outre, les soldats de la dynastie Joseon sont épuisés par les voyages au long cours et les batailles et seraient en forte infériorité numérique sur terre. Jusque-là, le commandant Yi n'a pas combattu avec beaucoup de soldats mais plutôt avec des navires et des canons. Yi compense l'inconvénient du nombre restreint de soldats par un usage intensif d'armes à feu. Les Japonais disposent aussi d'une cavalerie bien formé, autre aspect de l'armée qui fait défaut aux forces Joseon. S'il conserve la flotte Joseon intacte, Yi perd l'un de ses officiers préférés, du nom de Woon.

## Impact
Après cette bataille, l'activité navale des Joseon se réduit sensiblement. Elle vient de livrer 9 batailles navales pendant trois mois depuis mai 1592, dirigées par Yi, mais la prochaine doit avoir lieu 6 mois plus tard en février 1593. Les forces japonaises réussissent à protéger leur position dans la baie de Busan ainsi que la ligne d’approvisionnement en provenance du Japon. Étant donné que les Japonais se sont rendu compte de l'importance des lignes de défense de la baie de Busan pour assurer leur ravitaillement, ils essayent de mettre sous leur contrôle le secteur à l'ouest de Busan où la marine Josen est venue. Cette tentative conduit à la bataille de Jinju en octobre 1592, à l'issue de laquelle le général Kim Si-Min triomphe de plus de 20 000 forces japonaises, et à la bataille de Jinju en juin 1593, où les forces japonaises s'emparent du château de Jinju.

## Divergence d'appréciation
Du point de vue coréen, la marine Joseon a remporté cette bataille et l'armée japonaise perdu le contrôle des mers autour de Joseon. Au Japon, en référence à l'histoire officielle de la dynastie Joseon et aux courrier militaires entre daimyō, le résultat de la bataille est considéré comme une victoire stratégique du Japon, à savoir que les forces japonaises ont réussi à protéger le contrôle de la baie de Busan, ce qui a également conduit à la protection de la ligne d'alimentation entre la baie et le Japon.
Les Annales de la dynastie Joseon par exemple, qui sont un des documents officiels de l'histoire de la Corée, résument cette bataille comme un échec stratégique comme suit : 李舜臣等攻釜山賊屯, 不克。 倭兵屢敗於水戰, 聚據釜山、東萊, 列艦守港。 舜臣與元均悉舟師進攻, 賊斂兵不戰, 登高放丸, 水兵不能下陸, 乃燒空船四百餘艘而退。 鹿島萬戶鄭運居前力戰, 中丸死, 舜臣痛惜之。
ce qui peut se traduire ainsi : « Yi Sun-sin et sa flotte ont attaqué Busan où les forces ennemies étaient stationnées mais n'ont pas réussi à les vaincre. Étant donné que les soldats japonais étaient souvent battus dans les combats sur mer, ils se sont réunis dans des forteresses à Busan et Dongnae qui gardaient les navires de guerre. Yi Sun-sin et Won Gyun ont attaqué la baie de Busan avec un grand nombre de navires, mais les soldats japonais n'ont pas été vaincus et sont montés sur une position élevée et ont tiré avec des arquebuses. Ainsi les marins Joseon n'ont pas pu débarquer ; alors après avoir brûlé 400 navires vides, la flotte de Yi se retira. Après avoir été atteint par une balle, 鹿島萬戶 Chong Woon (ko) meurt pendant les durs combats et Yi Sun regrette profondément cette perte »

## Source de la traduction
- (en) Cet article est partiellement ou en totalité issu de l’article de Wikipédia en anglais intitulé « Battle of Busan (1592) » (voir la liste des auteurs).